# ادا چیانو

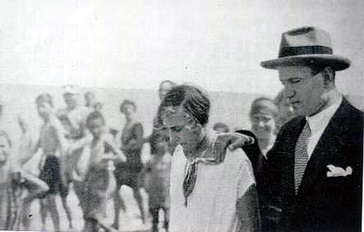
ادا در کنار پدرش بنیتو موسولینی، ۱۹۲۵

کنتس ادا چیانو - تا پیش از ازدواجش ادا موسولینی- (۱ سپتامبر ۱۹۱۰ – ۹ آوریل ۱۹۹۵) دختر و بزرگترین فرزند بنیتو موسولینی، دیکتاتور فاشیست ایتالیا بین سال‌های ۱۹۲۲ و ۱۹۴۳ بود. پس از ازدواج با گالئاتسو چیانو، وزیر امور روزنامه‌نگاری و تبلیغات و بعدها وزیر خارجهٔ موسولینی نام او ادا چیانو و ملقب به کنتس کرتلاتسو و بوکاری (به ایتالیایی: contessa di Cortellazzo e Buccari) شد. سال ۱۹۴۴ گالئاتسو چیانو، همسر ادا، پس از روی گردانی از رژیم پدر زنش به اتهام خیات به دست موسولینی تیرباران شد. ادا بعدها شدیداً همکاری با حزب فاشیست را انکار کرد. با کشته‌شدن پدرش به دست پارتیزان‌های ایتالیایی در آوریل ۱۹۴۵، ادا گرایش‌هایی به کمونیسم نشان‌داد.
فابریتزیو چیانو -پسر ادا و گالئاتسو- کتاب خاطراتی را نوشته‌است به نام هنگامی‌که بابابزرگ به بابا شلیک‌کرد (به ایتالیایی: Quando il nonno fece fucilare papà). در جهان سینما فیلم‌های چندی با موضوع زندگی ادا ساخته شده‌است که یکی از شناخته‌شده‌ترینشان فیلم موسولینی و من ساختهٔ ۱۹۸۵ و با بازی سوزان ساراندون می‌باشد.